# Destanee Aiava
 Destanee Gabriella Aiava  é uma tenista australiana que atingiu seu melhor ranking no WTA em simples/singulares no dia 11 de setembro de 2017 sendo Nº147 e em duplas alcançou o seu melhor resultado como Nº236 no dia 29 de julho de 2019.

## Finais do ITF

### Simples/Singulares: 10 (5–5)
| Legenda                  |
| ------------------------ |
| $100,000 torneios        |
| $75,000/$80,000 torneios |
| $50,000/$60,000 torneios |
| $25,000 torneios         |
| $10,000/$15,000 torneios |

| Finais pela superfície |
| ---------------------- |
| Duro (3–3)             |
| Terra Batida (2–2)     |
| Grama (0–0)            |
| Carpete (0–0)          |

| Resultado   | Número | Data              | Torneio                           | Categoria | Superfície   | Oponente           | Resultado (jogos)  |
| ----------- | ------ | ----------------- | --------------------------------- | --------- | ------------ | ------------------ | ------------------ |
| Vice-campeã | 1.     | Maio de 2016      | ITF Canberra, Austrália           | 25,000    | Terra Batida | Eri Hozumi         | 3–6, 6–3, 6–7      |
| Vice-campeã | 2.     | Setembro de 2016  | ITF Tweed Heads, Austrália        | 25,000    | Duro         | Lizette Cabrera    | 3–6, 7–5, 2–6      |
| Campeã      | 1.     | Fevereiro de 2017 | ITF Perth, Austrália              | 25,000    | Duro         | Viktória Kužmová   | 6–1, 6–1           |
| Campeã      | 2.     | Março de 2017     | ITF Mornington, Austrália         | 25,000    | Terra Batida | Barbora Krejčíková | 6–2, 4–6, 6–2      |
| Vice-campeã | 3.     | Novembro de 2017  | Canberra International, Austrália | 60,000    | Duro         | Olivia Rogowska    | 1–6, 2–6           |
| Campeã      | 3.     | Dezembro de 2017  | AO Wildcard Playoff, Austrália    | 10,000    | Duro         | Tammi Patterson    | 6–4, 6-0           |
| Vice-campeã | 4.     | Março de 2018     | ACT International, Austrália      | 60,000    | Terra Batida | Dalila Jakupović   | 4–6, 4–6           |
| Campeã      | 4.     | Abril de 2018     | ITF Osaka, Japão                  | 25,000    | Duro         | Rebecca Marino     | 6–3, 7–6(7–2)      |
| Vice-campeã | 5.     | Setembro de 2018  | Cairns, Austrália                 | 25,000    | Duro         | Astra Sharma       | 6–0, 6–7(5–7), 1–6 |
| Campeã      | 5.     | Março de 2019     | Canberra, Austrália               | 25,000    | Terra Batida | Risa Ozaki         | 6–2, 6-2           |

### Duplas: 2 (2-0)
| Legenda           |
| ----------------- |
| $100,000 torneios |
| $75,000 torneios  |
| $50,000 torneios  |
| $25,000 torneios  |
| $15,000 torneios  |
| $10,000 torneios  |

| Finais pela superfície |
| ---------------------- |
| Duro (2–0)             |
| Terra Batida (0–0)     |
| Grama (0–0)            |
| Carpete (0–0)          |

| Resultado | Número | Data                   | Torneio                             | Superfície | Companheira   | Oponentes                      | Resulado (jogos) |
| --------- | ------ | ---------------------- | ----------------------------------- | ---------- | ------------- | ------------------------------ | ---------------- |
| Campeãs   | 1.     | 16 de dezembro de 2016 | AO Wildcard Playoff, Austrália 2016 | Duro       | Naiktha Bains | Abbie Myers Alicia Smith       | 6–3, 6–3         |
| Campeãs   | 2.     | 15 de dezembro de 2018 | AO Wildcard Playoff, Austrália 2018 | Duro       | Astra Sharma  | Isabelle Wallace Naiktha Bains | 6–2, 6-3         |